# Kyknos (Sohn des Sthenelos)

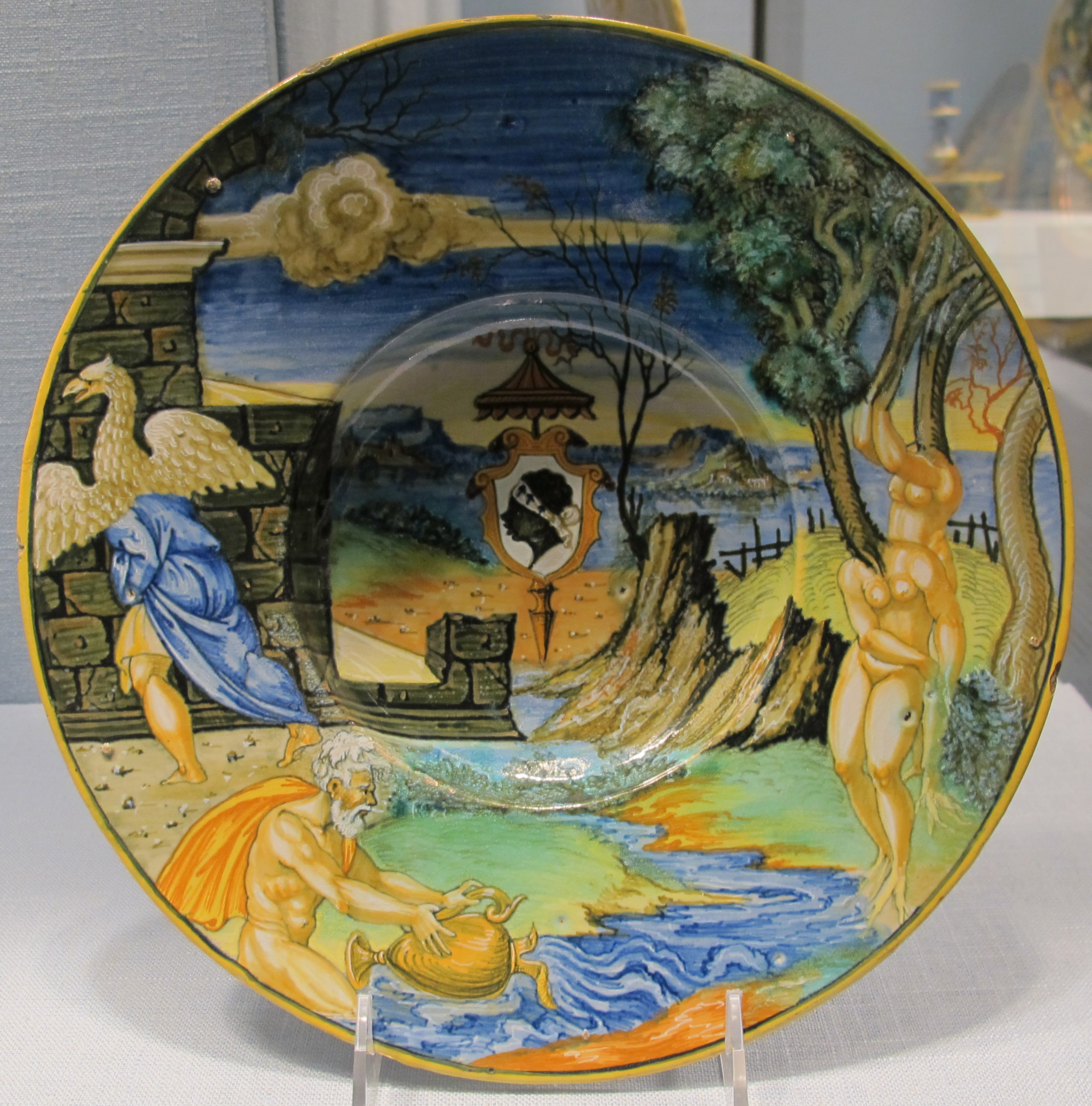
Kyknos (links) während seiner Verwandlung in einen Schwan (nach Francesco Xanto Avelli, 1532)

Kyknos (altgriechisch Κύκνος Kýknos, deutsch ‚Schwan‘, lateinisch meist Cycnus; bei Hyginus Cygnus) ist in der griechischen Mythologie der Sohn des Sthenelos. 
Kyknos war König der Ligurer und Verwandter, Freund oder in späteren Fassungen des Mythos auch Geliebter des Phaethon. Als Phaethon tot vom Himmel in den Fluss Eridanus stürzt, eilt Kyknos herbei und trauert um ihn. Von Apollon wird er daraufhin aus Mitleid in einen Schwan verwandelt.